# Hendrik van Caelen
Hendrik van Caelen (Beringen, 1582 - 1653), ook bekend als Henricus Calenus, was filosoof en theoloog die een rol speelde in de geschiedenis van het jansenisme.

## Levensloop
Na zijn studie aan de Universiteit van Leuven werd hij pastoor te Asse en vervolgens van de Sint-Catharinakerk te Brussel. Hier werd hij spoedig bevorderd tot aartspriester van het Brusselse dekenaat. Vervolgens werd hij kanunnik aan de Sint-Romboutskathedraal te Mechelen. Hier werd hij aartsbisschoppelijk censor, in welke functie hij in 1638 kerkelijke goedkeuring verleende aan het door Cornelius Jansenius, bisschop van Ieper, geschreven werk: Augustinus, sive doctrina Sti. Augustini de humanae naturae sanitate, aegritudine, medicina etc. Dit werk, dat de grondslagen van het jansenisme bevatte, was in kringen van kerkelijke autoriteiten zeer omstreden. Toen Jansenius stierf in 1640 nam Van Caelen het, samen met de Leuvense theoloog Libert Fromond, op zich om de Augustinus in druk te doen verschijnen.
Fromond en Van Caelen waren raadslieden van de aartsbisschop van Mechelen, Jacobus Boonen. Ondertussen bracht de Augustinus tal van conflicten met zich mee, en Jansenius werd beschuldigd van ketterij. Van Caelen, die ervan verdacht werd de jansenistische denkbeelden te zijn toegedaan, moest in 1643 een formulier ondertekenen waarin hij deze denkbeelden afzwoer, aangezien deze ondertussen bij pauselijk decreet waren verworpen. In 1646 betoogde hij bij de pauselijke nuntius dat hij in Jansenius' boek niettemin de leer van Augustinus aantrof, maar dat hij slechts uit eerbied voor de Heilige Stoel het boek niet meer als zodanig zou interpreteren. Men eiste echter dat hij het formulier, zonder enig voorbehoud, nogmaals ondertekende, wat hij weigerde.
In 1644 werd Van Caelen voorgedragen voor de vacante bisschopszetel van Roermond maar wegens zijn jansenistische sympathieën is hij nooit gewijd. Niettemin bleef hij, tot zijn dood in 1653, nog enkele hoge kerkelijke functies vervullen, waaronder die van vicaris-generaal.